# Aitken Nunatak
L'Aitken Nunatak è un piccolo nunatak, cioè un picco roccioso isolato alto 2.785 m, situato 5 km a sudovest del Monte Bumstead nelle Grosvenor Mountains, catena montuosa che fa parte dei Monti della Regina Maud, in Antartide. 
La denominazione è stata assegnata dall'United States Antarctic Research Program (USARP), in onore di William M. Aitken, studioso dell'aurora polare in servizio presso la Base Amundsen-Scott nel 1962.